# Flavi Sabí (cònsol any 82)
Flavi Sabí (en llatí Flavius Sabinus) va ser un magistrat romà del segle i. Era el fill de Flavi Sabí, prefecte de la ciutat, i pertanyia a la gens Flàvia.
Durant l'any dels quatre emperadors, el 69, va ser assetjat amb el seu pare i el seu cosí Domicià al Capitoli per les forces germàniques de Vitel·li. Es va poder escapar quan van incendiar l'edifici. Es va casar amb Júlia Flàvia la filla de son cosí Tit, que va ser emperador. L'any 82 va ser nomenat cònsol juntament amb el seu cosí Domicià, però més tard Domicià el va fer matar amb el pretext de què l'herald que havia proclamat el seu consolat l'havia anomenat Imperator en lloc de cònsol, però amb la més probable causa de l'atracció que sentia Domicià per la dona de Flavi Sabí.